# Форлорн гоуп

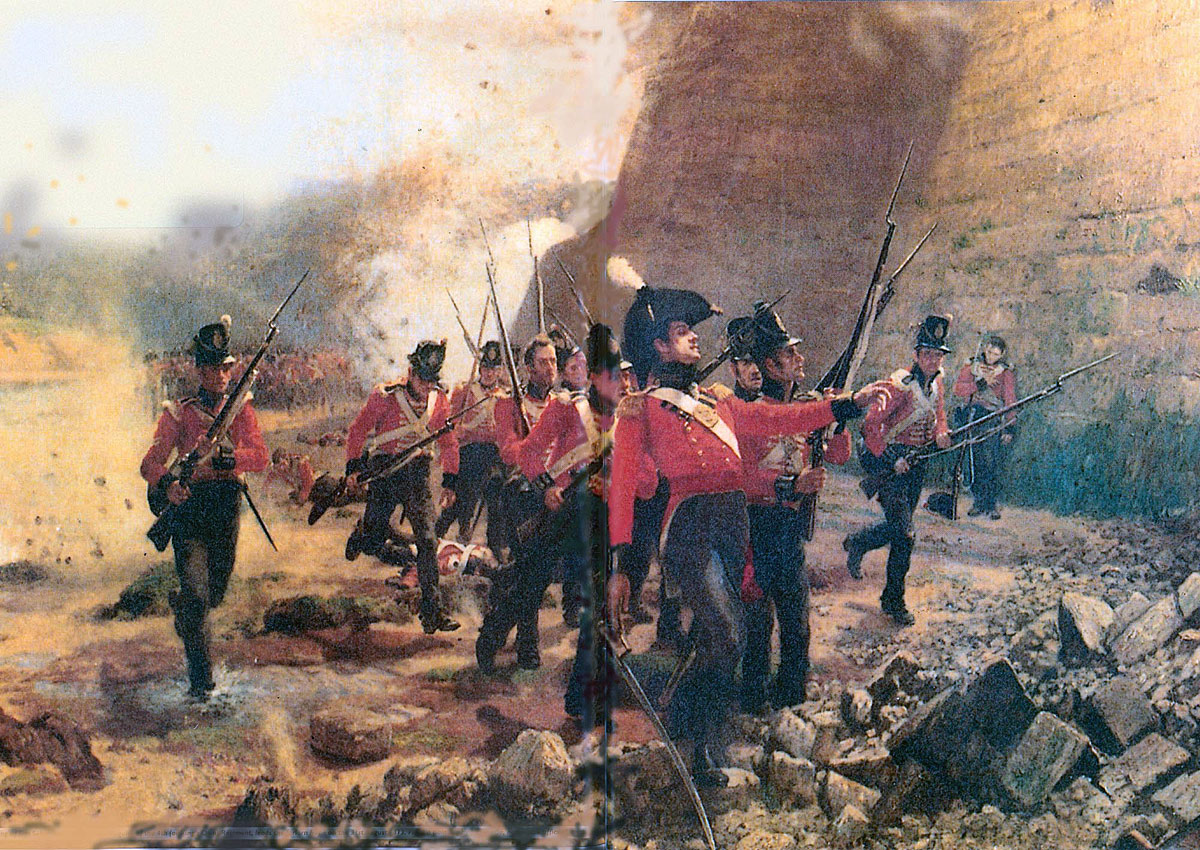
Лейтенант Френсіс Магвайр на чолі підрозділу форлорн гоуп у стін Сан-Себастьяна 31 серпня 1813 року

Форлорн гоуп (англ. forlorn hope - покинута надія) — військовий термін XVI-XVII століть для позначення окремого підрозділу, який діяв на полі бою попереду авангарду свого війська, виконуючи особливо ризикові завдання, як правило, з атаки передових позицій противника та штурму ворожих укріплень. 

## Історія
Термін Форлорн гоуп з'явився в англійській мові у XVI столітті завдяки участі англійських військових у Вісьмидесятирічній війні та у Тридцятилітній війні на боці Голландської республіки. Походить він від голландського терміна verloren hoop, який у свою чергу походить від нім. verlorene Haufen, що значить "загублений підрозділ" (на той період часу німецьке слово Haufen та голландське hoop, тобто купа, позначало військовий підрозділ), оскільки англійці помилково сприйняли голандське слово verloren за forlorn (англ. покинута), а hoop — за hope (англ. надія), що є яскравим прикладом народної етимології. 
Англійці перейняли для себе багато з військової тактики голандців, в тому числі підрозділи форлорн гоуп, які вони активно використовували під час Англійської громадянської війни, що допомогло цьому терміну закріпитися в англійській мові. 
Підрозділи форлорн гоуп кидалися в бій попереду передових рядів свого війська, що створювало для них ризик бути враженими не тільки вогнем противника, але й своєї армії. Саме через цю відірваність від свого війська та високі шанси загинути іх прозвали verloren , тобто загубленими. Головною задачею таких підрозділів було полегшення атаки свого війська, ослаблюючи передові підрозіли ворога та відволікаючи його на себе. Зазвичай бійці таких підрозділів були озброєні аркебузами та холодною зброєю. Вояки форлорн гоуп отримували більшу платню за інших через особливий ризик (порівняйте з доппельсольднером, який отримував подвійну платню за те, що бився у передньому ряду з великим ризиком для себе).
Протягом XVIII століття з розвитком вогнепальної зброї та відходом від масованих ліній з пікінерів, мечників, мушкетерів тощо, необхідність у використанні фолорн гоуп відпала, але цим терміном продовжували називати підрозділи, які виконувли на полі бою найбільш ризиковані завдання.

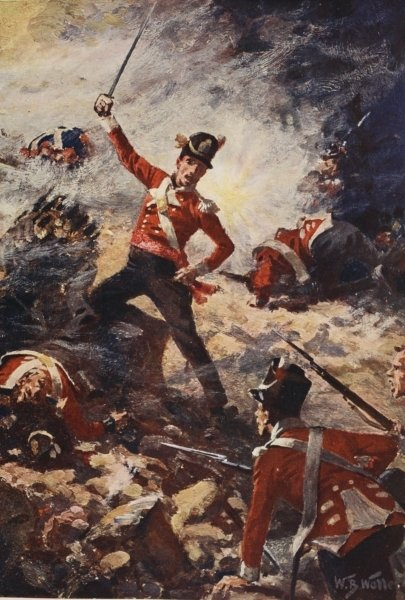
Колін Кемпбелл веде у бій форлорн гоуп у Сан-Себастьяні (1813 рік)

Так підрозділи форлорн гоуп активно застосовувалися Великобританією під час Піренейської війни. Зокрема їх використовували під час облоги Бадагоса у 1812 році та облоги Сан-Себастьяна у 1813 році. Для військових участь у таких підрозділах була можливістю швидкого кар'єрного росту. Прикладом може слугувати британський лейтенант Колін Кемпбелл, який командував форлорн гоуп під час штурму Сан-Себастьяну 25 липня 1813 року, а вже у листопаді того ж року отримав звання капітана. 

## В інших країнах
У Франції еквівалентом терміна форлорн гоуп є enfants perdus (франц. загублені діти).
У Німеччині та Австрії, на території яких виникли такого роду підрозділи, сформовані з ландскнехтів, еквівалентом є verlorene Haufen (нім. загублений підрозділ).

## У популярній культурі
- Forlorn Hope - назва британського хеві-метал гурту[19].
- Forlorn Hope - настільна тактична гра[20].
- The Forlorn Hope - книга американського письменника Девіда Дрейка у жанрі наукової фантастики[21].
- Форлорн-Гоуп - назва табору у серії комп'ютерних ігр Fallout[22].